# Ninilchik
Ninilchik – jednostka osadnicza w Stanach Zjednoczonych, w stanie Alaska, w okręgu Kenai Peninsula.